# Толвинский, Вацлав Александрович
Вацлав Александрович Толвинский (29 января 1887, Вильнюс — 16 августа 1952) — советский учёный-электротехник, специалист в области расчёта и конструирования электрических машин. Доктор технических наук, профессор, Заслуженный деятель науки и техники РСФСР (1946).

## Биография
Родился в дворянской семье, отец — инженер-технолог. Окончил Калужское реальное училище в 1903 году и поступил по конкурсу аттестатов на электромеханическое отделение Санкт-Петербургский политехнический институт Императора Петра Великого. Университет окончил в 1910 году с дипломом первой степени по специальности «инженер-электрик», дипломный проект «Теория, расчет и конструкция одноякорного преобразователя».
С 1911 года работал в электромашинной лаборатории института в должности младшего лаборанта и готовился к профессорской деятельности. В 1913 году командирован в Мюнхен для подготовки к профессорской деятельности, вернулся в связи с началом Первой мировой войны.
В 1918—1930 годах заведовал кафедрой электрических машин. С 1921 года — профессор кафедры. В 1922—1923 годах — декан электромеханического факультета.
Являлся экспертом по испытаниям шведских генераторов на Волховской ГЭС, в время которых обнаружил в них несоответствие параметрам, и их вернули на доработку. В 1932 году лично запустил электростанцию Днепропетровской ГЭС. Также проводил приемочные испытания генераторов на Нивской и Свирской ГЭС.
Осуществил основную работу по редакции текста шеститомного справочника «Справочная книга для электротехников», автор большинства материалов 5—6-го томов.
В 1937 году без защиты диссертации присуждена степень доктора технических наук.
В 1939—1941 годах руководил отделом устойчивости лаборатории техники высоких напряжений.
С марта 1942 года — в эвакуации в Пятигорске, с августа — в Ташкенте, затем, до конца войны, — в Йошкар-Оле, где преподавал в Ленинградской военно-воздушной академии Красной Армии.
В сентябре 1944 года Толвинский с семье вернулся в Ленинград и вновь стал преподавать в ЛПИ им. Калинина, а также работать консультантом завода «Электросила» им. Кирова.
Служил профессором Уральского политехнического института им. С. М. Кирова.
Научный редактор периодического сборника научных трудов «Электросила», где проводил основную работу по изданию и редактированию материалов.
В последние годы жизни — заведующий кафедрой электротехники ЛТИХП.

### Семья
- Жена — София Михайловна, врач одной из ленинградских поликлиник.
- В браке родились дочки — Анастасия и Елена.

## Награды
- Орден Ленина
- Орден Трудового Красного Знамени
- Два Ордена Красной Звезды
- Три медали

## Основные работы
- Толвинский В. А. Параллельное включени трехфазных трансформаторов. — С.-Пб.: Типо-лит. Шредера, 1913. — 11 с.
- Толвинский В. А. Электротехническая промышленность иностранных государств накануне мировой войны (По таможенно-статистическим данным). — Пг.: Совнархоз Сев. р-на, 1919. — 80 с.
- Толвинский В. А. Электрические машины. Теория, экспериментальное исследование, расчет и конструкция. Ч. 2. Синхронные машины. Вып. 1. Теория и экспериментальное исследование. — Пг.: «Политехник», 1923. — 456 с.
- Толвинский В. А. Электрические машины. Теория, экспериментальное исследование, расчет и конструкция. Ч. 1. Машины постоянного тока. Вып. 1. Теория. — Л.: КУБУЧ, 1925. — 607 с.
- Программы работ по исследованию электрических машин. Под ред. В. А. Толвинского. — Л.: КУБУЧ, 1927. — 87 с.
- Толвинский В. А. Электрические машины постоянного тока. В 2-х тт. Т. 1. Основные вопросы теории. — Л.: КУБУЧ, 1929. — 468 с.
- Толвинский В. А. Влияние параметров отправного конца дальней электропередачи на её статическую устойчивость. (Оттиск из «Трудов Ленинградского индустриального института», 1940, № 3, с. 12—25.) — Л.: [Б. и.], 1940. — 14 с.
- Вопросы электрооборудования металлургических заводов. Сб. статей. Под общ. ред. В. А. Толвинского. — Свердловск; М.: Металлургиздат, 1941. — 168 с.
- Толвинский В. А. Электрические машины постоянного тока. 3-е изд., перераб. — М.; Л.: Госэнергоиздат, 1956. — 468 с.

### Библиотека электротехника. Монографии, обзоры, расчеты
- Гохберг С. М. Влияние несимметрии нагрузки на вторичные напряжения трехфазных трансформаторов. Под общ. ред. В. А. Толвинского. — Л.: КУБУЧ, 1933. — 110 с.
- Иванов Б. В. Проектирование открытых подстанций для напряжений 110 kV и выше. Под общ. ред. В. А. Толвинского. — Л.: КУБУЧ, 1934. — 130 с.
- Черногубский З. П. Заземление нейтрали электрических систем высокого напряжения. Под общ. ред. В. А. Толвинского. — Л.: КУБУЧ, 1934. — 201 с.

### Справочная книга для электротехников
- СЭТ. Справочная книга для электротехников. В 4-х тт. Под общ. ред. М. А. Шателена, В. Ф. Миткевича, В. А. Толвинского. — Л.: КУБУЧ:

- Т. 1. — 1928. — 759 с. (Доп. тираж в 1930 году, с указанием «в 5-ти тт.».)
- Т. 2. — 1930. — 844 с.
- Т. 3. — 1929. — 710 с. (Доп. тираж в 1930 году, с указанием «в 5-ти тт.».)
- Т. 4. — 1929. — 881 с.
- Т. 5. — 1934. — 860 с. (С этого тома снабжается указанием «в 6-ти тт.».)
- Т. 6. — 1934. — 630 с.

- СЭТ. Справочная книга для электротехников. В 6-ти тт. 2-е изд., стереотип. Под общ. ред. М. А. Шателена, В. Ф. Миткевича, В. А. Толвинского. — Л.: КУБУЧ:

- Т. 1. — 1935. — 759 с.

### Международные нормы и правила по энергетике
- Международные нормы и правила по энергетике. Под общ. ред. А. В. Винтера и М. А. Шателена:

- Вып. 2. Нормы Международной электротехнической комиссии для электрических машин. Пер. под ред. В. А. Толвинского. — Л.: Типо-лит. ШТТ, 1936. — 29 с.
- Вып. 8. Сведения, которые следует сообщать при запросах и заказах на электрические машины. Пер. под ред. В. А. Толвинского. — Л.: [Б. и.], 1936. — 16 с.
- Вып. 19. Нормы МЭК для трансформаторов (проект). Пер. под ред. В. А. Толвинского. — Л.: [Б. и.], 1940. — 28 с.
- Вып. 25. Наименования и определения электрических машин. Проект, разраб. проф. Толвинским. — Л.: [Б. и.], 1940. — 112 с.